# Stefano Farina
Pour les articles homonymes, voir Farina.
Stefano Farina, né le 19 septembre 1962 à Ovada et mort à Gênes le 23 mai 2017, est un arbitre italien de football.

## Biographie
Stefano Farina apparaît dans le film Goal 2 : La Consécration, en tant qu’arbitre du match Real Madrid-Arsenal FC. Il débuta comme arbitre en 1992, en Série C jusqu’en 1994, année où il officia en Série A et B. Il fut arbitre FIFA de 2001 à 2009.

## Carrière
Stefano Farina a officié dans des compétitions majeures : 
- Supercoupe d'Italie de football 2000
- Supercoupe d'Italie de football 2002
- Coupe d'Océanie de football 2004 (2 matchs)
- Supercoupe de l'UEFA 2006